# Heteralonia serpentata
Heteralonia serpentata är en tvåvingeart som först beskrevs av Friedrich Hermann Loew 1854.  Heteralonia serpentata ingår i släktet Heteralonia och familjen svävflugor. Inga underarter finns listade i Catalogue of Life.